# Psora indigirkae
Psora indigirkae är en lavart som beskrevs av Timdal & Zhurb. Psora indigirkae ingår i släktet Psora och familjen Psoraceae.   Inga underarter finns listade i Catalogue of Life.